# Кори Тейлър
Кори Тодд Тейлър (на английски: Corey Todd Taylor) е американски музикант, вокалист на ню метъл групата „Слипнот“ и рок групата „Stone Sour“.

## Биография
Кори Тейлър е роден на 8 декември 1973 г. в Де Мойн, Айова, САЩ. Отраства в родния си град заедно с останалите членове на групата. Тейлър е беден и живее на улицата, когато групата забелязва неговия талант. Те правят прослушване и вземат решение да го поканят в групата, но той отказва. По-късно създава песента „Eyeless“. Той решава да се стегне и започва работа в заложна къща. Месеци по-късно групата го открива и пак му предлага той да пее в „Slipknot“. Той приема, довършвайки песента си „Eyeless“. Това е голямото вдъхновение на групата, което включва името на третия им студиен албум „Айова“ и името на песента „(515)“, което е кодът на телефонната централа на щата.
Заедно с останалите от групата подписва с Roadrunner Records за записване на още 3 – 4 албума.

## Дискография

### Slipknot
- Roadrunner Records Demo (1998)
- Slipknot (1999)
- Iowa (2001)
- Vol. 3: (The Subliminal Verses) (2004)
- 9.0: Live (2005) (албум на живо)
- All Hope Is Gone (2008)
- Antennas to Hell (2012)
- .5: The Gray Chapter (2014)
- We are not your kind (2019)
- The End, So Far (2022)

### Stone Sour
- Click Here to Exit (2000)
- Stone Sour (2002)
- Come What(ever) May (2006)
- Live in Moscow (2007) (албум на живо)
- Audio Secretary (2010)
- House of Gold & Bones – Part 1 (2012)
- House of Gold & Bones – Part 2 (2013)
- Hydrograd (2017)
- Hello, You Bastards: Live in Reno (2019) (албум на живо)